# Redźki (rejon szarkowszczyński)
Redźki – dawna kolonia. Tereny na których leżała znajdują się obecnie na Białorusi, w obwodzie witebskim, w rejonie szarkowszczyńskim, w sielsowiecie Hermanowicze.

## Historia
W czasach zaborów wieś w gminie Stefanpol, w powiecie dzisieńskim, w guberni wileńskiej Imperium Rosyjskiego. Pod Koniec XIX wieku wieś wchodziła w skład dóbr Janowo, własność Tarkowskich.
W latach 1921–1945 kolonia leżała w Polsce, w województwie wileńskim, w powiecie dziśnieńskim, w gminie Hermanowicze.
Według Powszechnego Spisu Ludności z 1921 roku zamieszkiwało tu 76 osób, 36 było wyznania rzymskokatolickiego a 40 prawosławnego. Jednocześnie 4 mieszkańców zadeklarowało polską a 72 białoruską przynależność narodową. Było tu 16 budynków mieszkalnych. W 1931 w 18 domach zamieszkiwało 100 osób.
Wierni należeli do parafii rzymskokatolickiej w Hermanowiczach i prawosławnej w Szkuncikach. Miejscowość podlegała pod Sąd Grodzki w Łużkach i Okręgowy w Wilnie; właściwy urząd pocztowy mieścił się w Hermanowiczach.